# Vilarinho da Castanheira
Vilarinho da Castanheira ist eine Gemeinde (freguesia) in Portugal und gehört zum Landkreis Carrazeda de Ansiães. Sie hat eine Fläche von 28,3 km² und 362 Einwohner (Stand 19. April 2021). Dies ergibt eine Bevölkerungsdichte von 12,8 Einw./km².
Vilarinho da Castanheira war von 1218 bis 1853 eine Kreisstadt, zu deren Verwaltungsgebiet die Gemeinden Carvalho de Egas, Castedo de Vilariça, Lousa, Mourão, Pinhal do Douro, Seixo de Manhoses, Vale de Torno und Vilarinho da Castanheira selbst gehörten. Die Ortschaft hatte damals wesentlich mehr Einwohner, 1801 waren es 3008, 1849 wuchs die Bevölkerung auf 3748.

## Megalithanlagen
Die Gemeinde liegt im Nordosten Portugals, der reich an Zeugnissen der Megalithkulturen ist.
Die Antas Pala da Moura von Vilarinho da Castanheira (auch Antas de Vilarinho) gehören zu den bekanntesten Megalithanlagen nördlich des Duero. Sie liegen bei Cabeqa Boa (früher Cabega de Mouro), knapp 4 km östlich des Dorfes. Es handelt sich insbesondere um eine große polygonale, fast runde Anta aus neun Tragsteinen. Von dem ursprünglich vermutlich langen, nach Osten geöffneten Gang existieren nur noch vier Seitensteine, auch einer der Tragsteine fehlt. Am Stirnstein sind Reste roter Bemalung feststellbar. Die Mamoa, der einst die Anlage bedeckende Hügel ist völlig abgetragen.
Einige Dutzend Meter entfernt liegen die Reste des „Dolmen da Concelheira“. Die Unterteile von vier Tragsteinen weisen auf eine ehemals relativ große polygonale Kammer aus vermutlich sieben Tragsteinen.
Etwa 20 m links des Weges von Vilarinho nach Cabeqa do Mouro, befand sich auf einer leichten Anhöhe die „Mamoa das Lameiras“, eine weitere Megalithanlage, die Ende des 19. Jahrhunderts zerstört wurde.

## Verweise